# Adam Brenkus
Adam Brenkus (Dolný Kubín, 8 gennaio 1999) è un calciatore slovacco, centrocampista del Stará Ľubovňa.

## Caratteristiche tecniche
È un centrocampista centrale.

## Carriera

### Club
Cresciuto nel settore giovanile del Ružomberok, debutta in prima squadra il 21 luglio 2018 in occasione dell'incontro di Superliga pareggiato 0-0 contro il Sereď; il 17 giugno 2020 seguente realizza la sua prima rete nel pareggio per 1-1 contro il DAC Dunajská Streda in Slovenský Pohár.

### Nazionale
Ha giocato nelle nazionali giovanili slovacche Under-17, Under-19 ed Under-21.

## Statistiche
Statistiche aggiornate al 12 marzo 2021.

### Presenze e reti nei club
| Stagione        | Squadra         | Campionato      | Campionato | Campionato | Coppe nazionali | Coppe nazionali | Coppe nazionali | Coppe continentali | Coppe continentali | Coppe continentali | Altre coppe | Altre coppe | Altre coppe | Totale | Totale | Totale |
| Stagione        | Squadra         | Comp            | Pres       | Reti       | Comp            | Pres            | Reti            | Comp               | Pres               | Reti               | Comp        | Pres        | Reti        | Pres   | Reti   |        |
| --------------- | --------------- | --------------- | ---------- | ---------- | --------------- | --------------- | --------------- | ------------------ | ------------------ | ------------------ | ----------- | ----------- | ----------- | ------ | ------ | ------ |
| 2018-2019       | Ružomberok      | SL              | 4          | 0          | CS              | 1               | 0               |                    | -                  | -                  |             | -           | -           | 5      | 0      |        |
| 2019-2020       | Ružomberok      | SL              | 12         | 0          | CS              | 4               | 1               | UEL                | 2                  | 0                  |             | -           | -           | 18     | 1      |        |
| 2020-2021       | Ružomberok      | SL              | 13         | 1          | CS              | 0               | 0               | UEL                | 1                  | 0                  |             | -           | -           | 14     | 1      |        |
| Totale carriera | Totale carriera | Totale carriera | 29         | 1          |                 | 5               | 1               |                    | 3                  | 0                  |             | -           | -           | 37     | 2      |        |